# Sarandí

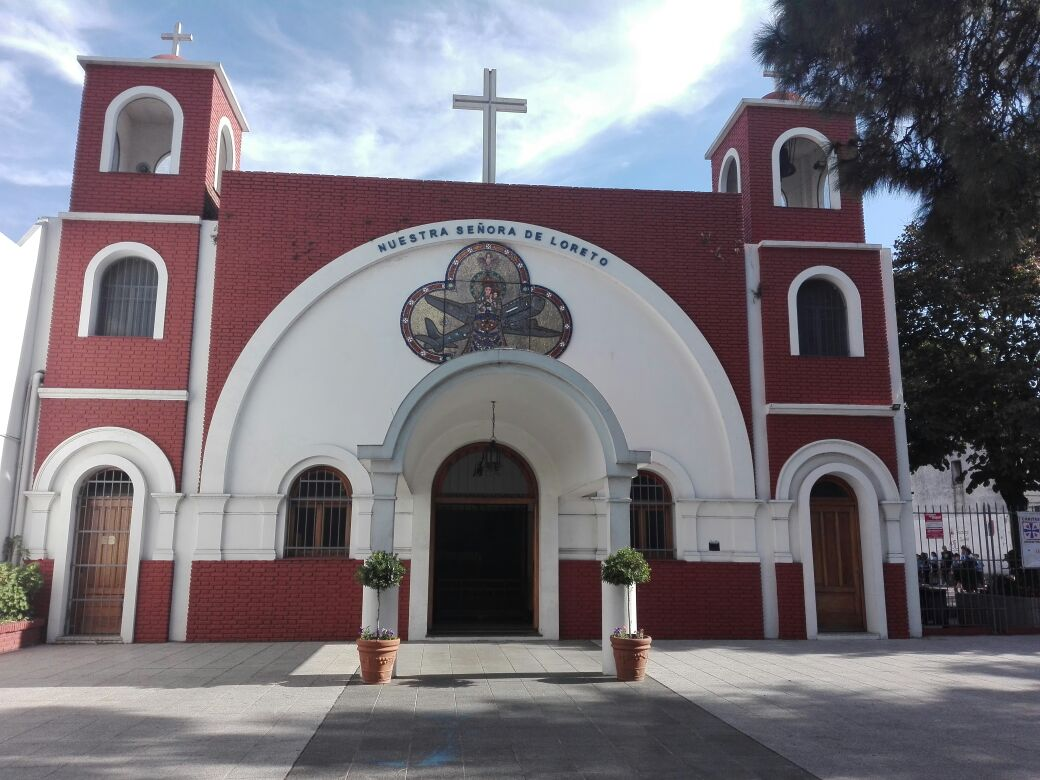
Parroquia nuestra señora de Loreto.

Sarandí es una ciudad de la zona sur del área metropolitana de Buenos Aires, Argentina. Pertenece al partido de Avellaneda de la provincia de Buenos Aires. Limita al oeste con Gerli, al sur con Villa Domínico, al este con el Río de la Plata, y al norte con Dock Sud y Avellaneda.

## Accesos
Su principal vía de acceso es la Avenida Presidente Bartolomé Mitre.
Las principales líneas de colectivo son las líneas 10 17 22 24 33 74 85 95 98 100 129 148 159 178 195 247 271 277 293 295 570

## Toponimia
El nombre de esta ciudad proviene del guaraní sarãndy, siendo sarã el nombre original de una planta típica del lugar y -ndy significando "grupo de". Recibe este nombre por el arroyo local donde los colonizadores bajados desde Asunción encontraron una inmensa cantidad de esta planta sarã (Phyllanthus sellowianus). Castellanizándose la pronunciación quedó escrito como Sarandí.

## Historia
La historia de Sarandí, comienza en la primavera de 1580, apenas tres meses después de que Don Juan de Garay refundara la “Ciudad de la Santísima Trinidad y Puerto de Santa María de los Buenos Aires”, en nombre de su mandante, el cuarto y último adelantado en América, Don Juan Torre de Vera y Aragón.
En aquella lejana primavera de 1580, cuando Juan de Garay vadea el Riachuelo seguido de sus hombres por la barranca hacia el sur (actual Avenida Presidente Bartolomé Mitre) inmediatamente cruzan un arroyo, en el que casi no reparan, por no ser más que un zanjón, y que dos siglos después se llamaría “de la Crucecita”. A poco de andar llegan a otro arroyo, verdadero arroyo, de terrosas pero límpidas aguas, cuyas orillas atraen la atención de los expedicionarios por estar bordeadas de tupidos sarandíes, un arbusto de regular altura que proliferaba en la zona.
“Arroyo del Sarandí o de los Sarandíes” fue llamado el arroyo, por el arbusto que lo marginaba, dando origen a la más antigua toponimia aún vigente al sur del Riachuelo. Sarandí llamaron al lugar o paraje, inmediato al arroyo, que precedió a la formación del pueblo y es hoy la nomenclatura urbana de la ciudad.
La estación de tren fue habilitada el 18 de abril de 1872 con el nombre de "General Mitre" y pertenecía al "Ferrocarril de Buenos Aires y Puerto de la Ensenada". En 1888 se construye el edificio de material que existió hasta 1952. 1906 se le impuso el nombre de "Sarandí".
Ese mismo año (1872) se produce el primer loteo de tierras, hoy ubicado entre Belgrano, Casella Piñero (Ortiz) y Brandsen. Un año después se abre la primera escuela, la N.º 3 de Barracas al Sud, en la hoy av. Mitre y Casella Piñero (Ortiz)

## Geografía

### Población
Contaba con 60,752 habitantes (Indec, 2001), lo que la sitúa como la segunda localidad más poblada del partido, con un 18,5% del total del mismo.

## Datos relevantes

### Clubes
En Sarandí, se encuentra el estadio y la sede de Arsenal Fútbol Club, un club que surgió como de barrio y juega en la Primera División de Argentina desde el 2002.

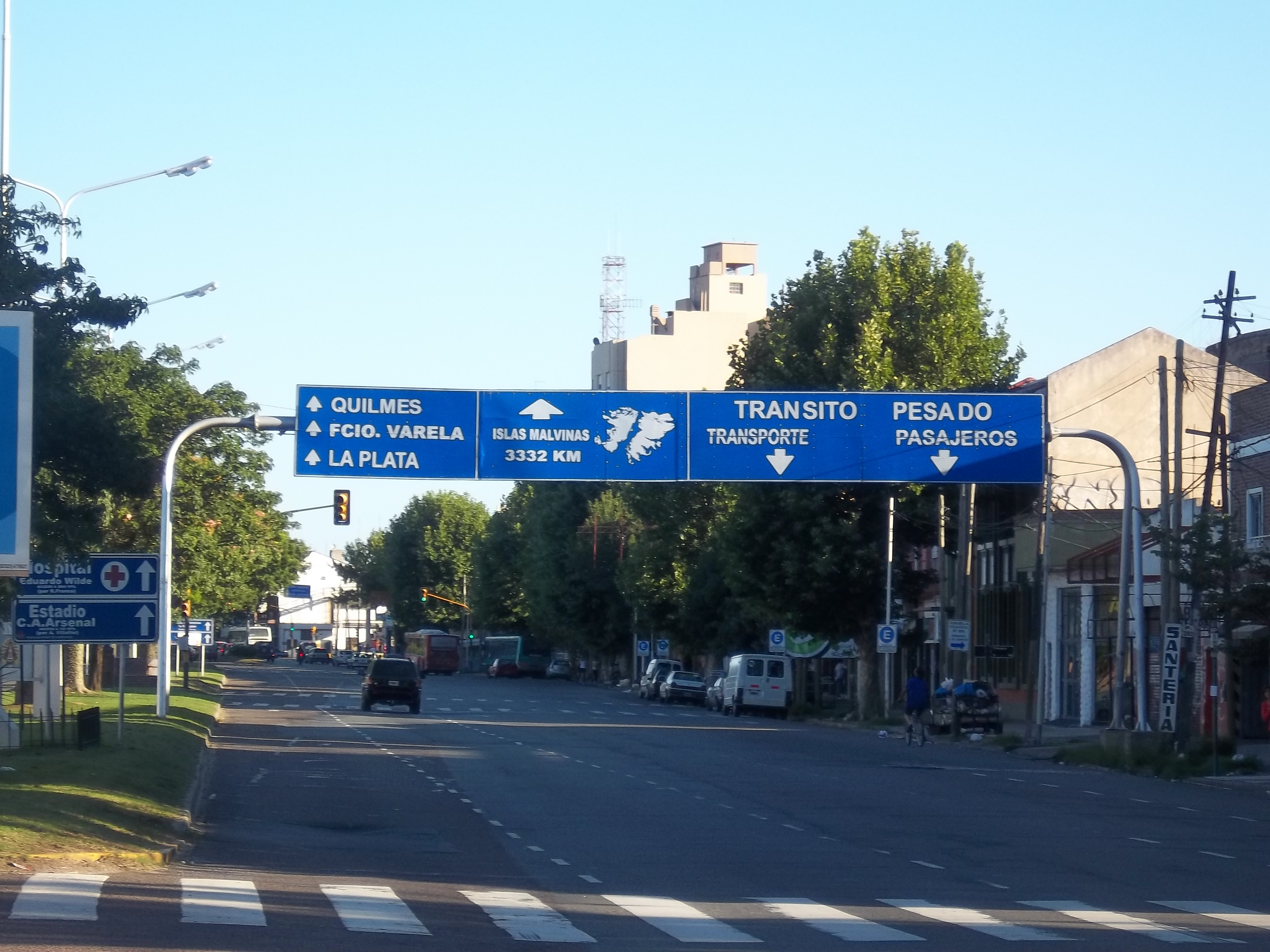
Avenida Bartolomé Mitre junto a la estación Sarandí (la distancia entre esta localidad y las islas Malvinas fue corregida posteriormente).

Durante unos pocos años, el Club Atlético River Plate tuvo su estadio en esta localidad, antes de mudarse al barrio de Núñez, en la ciudad de Buenos Aires.
Durante la última dictadura militar, que presidió el país entre 1976 y el 1983, un día después de la finalización del Mundial de 1978 realizado Argentina, se quemaron 1.500.000 libros en un terreno baldío de esta ciudad.

#### Arsenal Fútbol Club
En Sarandí el 11 de enero de 1957, un grupo de muchachos se reunió en el ex bar "Las 3 FFF" y fundaron el Arsenal Fútbol Club. Entre aquellos socios fundadores podemos citar a Julio Humberto Grondona, quien en fue el primer presidente.
La mayoría eran hinchas de Independiente y de Racing, por lo que se eligieron los colores rojo y celeste para combinarlos en la camiseta y bandera del club. El club Arsenal de Sarandí no solo es un club dedicado al fútbol sino que también cuenta con las acreditaciones en futsal, balonmano masculino y femenino.